# Metadromia wilsoni
Metadromia wilsoni is een krabbensoort uit de familie van de Dromiidae. De wetenschappelijke naam van de soort is voor het eerst geldig gepubliceerd in 1902 door Fulton & Grant.